# خرافة السعادة (فلم)
خرافة السعادة (بالإنجليزية: The Felistas Fable)، هُو فيلم أوغندي صدر سنة 2013 وأخرجه وأنتجه Dilman Dila.

## وصلات خارجية
- خرافة السعادة على موقع IMDb (الإنجليزية)
- خرافة السعادة على موقع قاعدة بيانات الفيلم (الإنجليزية)
- خرافة السعادة على موقع ليتربوكسد (الإنجليزية)